# Niddatal
Niddatal is een plaats in de Duitse deelstaat Hessen, gelegen in de Wetteraukreis. De stad telt 9.917 inwoners.

## Geografie
Niddatal heeft een oppervlakte van 40,24 km² en ligt in het centrum van Duitsland, iets ten westen van het geografisch middelpunt.
Altenstadt ·
Bad Nauheim ·
Bad Vilbel ·
Büdingen ·
Butzbach ·
Echzell ·
Florstadt ·
Friedberg (Hessen) ·
Gedern ·
Glauburg ·
Hirzenhain ·
Karben ·
Kefenrod ·
Limeshain ·
Münzenberg ·
Nidda ·
Niddatal ·
Ober-Mörlen ·
Ortenberg ·
Ranstadt ·
Reichelsheim (Wetterau) ·
Rockenberg ·
Rosbach v.d. Höhe ·
Wölfersheim ·
Wöllstadt